# ريتشارد ستاوت
ريتشارد ستاوت (بالإنجليزية: Richard Stout)‏ هو عسكري أمريكي، ولد في 1836 في نيويورك في الولايات المتحدة، وتوفي في 6 أغسطس 1896 في قرية أويغو في الولايات المتحدة.